# 3462 Zhouguangzhao
3462 Zhouguangzhao eller 1981 UA10 är en asteroid i huvudbältet som upptäcktes den 25 oktober 1981 av Purple Mountain-observatoriet i Nanjing, Kina. Den är uppkallad efter den kinesiske fysikern Zhou Guangzhao.